# Estação de Dunedin

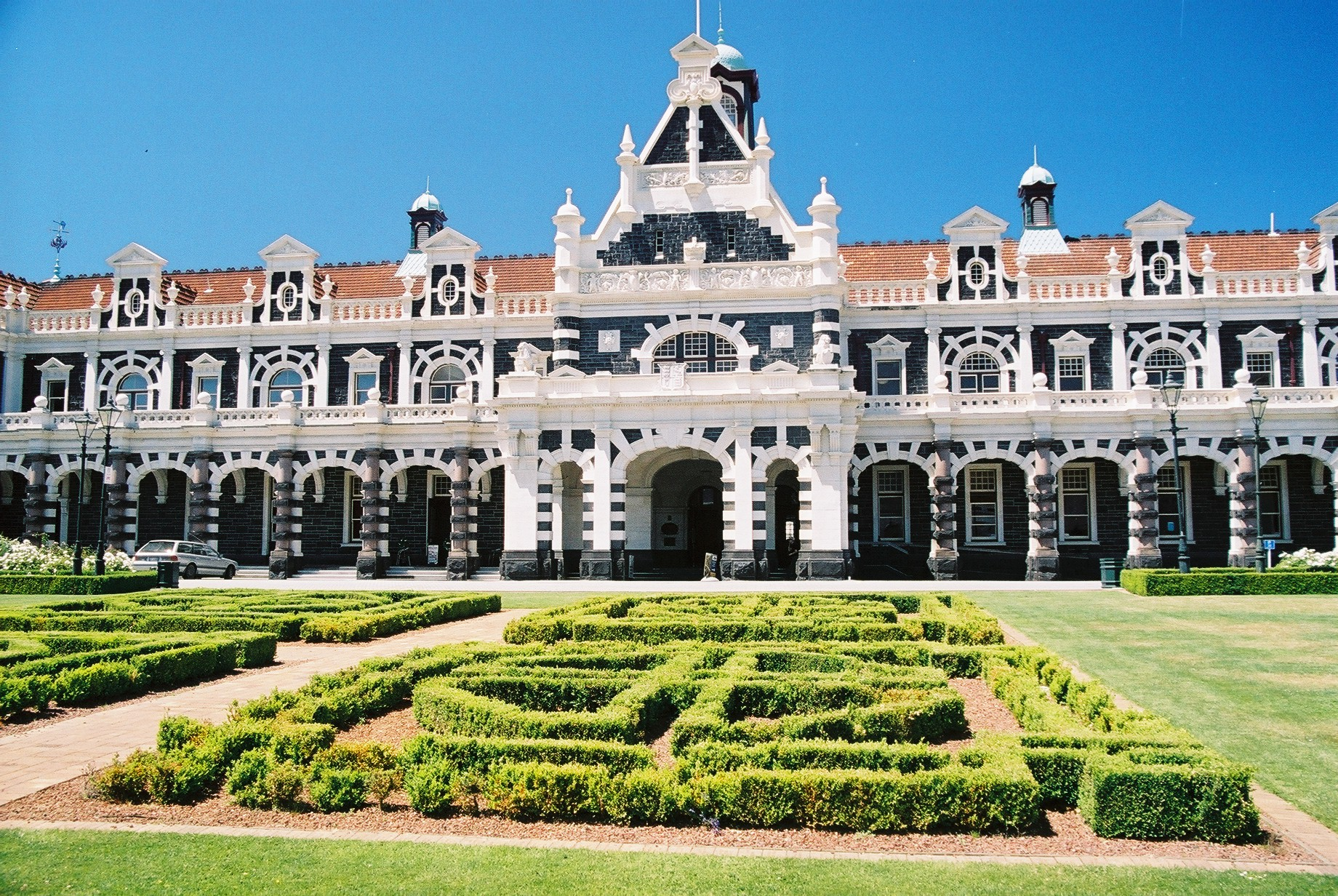
A fachada da estação.

A Estação de Comboios de Dunedin é um edifício em Dunedin, Nova Zelândia. Possivelmente o mais conhecido edifício da metade sul da Ilha Sul da Nova Zelândia, a estação é a jóia da coroa arquitectónica da Nova Zelândia. Desenhada por George Troup, a estação é o quarto edifício a servir este propósito.

## Construção
Construído em estilo flamengo, é feito de basalto negro local vindo de Kokonga e de rocha oamaru mais clara, dando ao edifício o seu distintivo padrão claro-escuro comum a muitos dos edifícios estatais de Christchurch e Dunedin. Foi usado granito rosa, importado de Aberdeen, na Escócia, na construção de uma série de pilares, que formam uma colunata. As telhas são feitas de terracota vinda de Marselha. A parte sul do edifício termina numa torre de relógio de 37 metros.
O edifício contém também um chão de mosaico com quase 750.000 peças e um friso de porcelana. A plataforma principal da estação é a mais comprida do país, tendo um quilómetro de comprimento. 
A construção do edifício custou £800.000.

## História

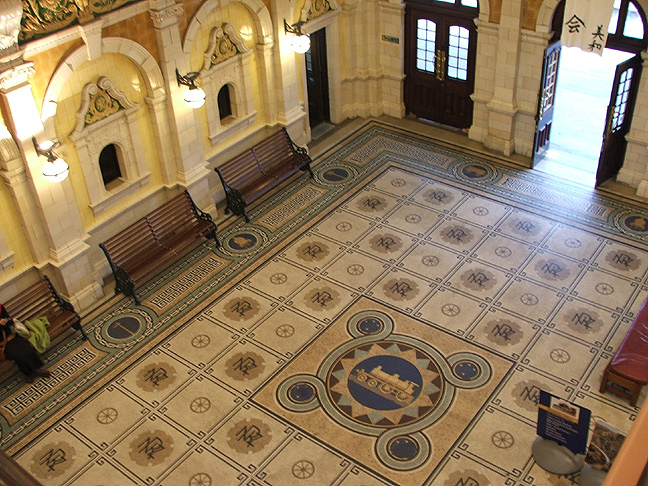
Vista do Interior da Estação.

Nos seus primeiros dias, a estação era uma das mais activas do país, com cerca de 100 comboios por dia, no entanto o declínio económico da cidade e a diminuição da importância do transporte ferroviário fizeram diminuir muito o número de comboios que usam a estação de Dunedin. Com a diminuição dos passageiros de comboio, a estação passou a servir mais funções do que para aquela que foi construída. Comprada pela Câmara Municipal de Dunedin em 1994, os usos da estação foram bastante diversificados, embora ainda seja usada para a sua função original. É a sede dos Caminhos-de-ferro de Taieri Gorge. A maior parte do rés-do-chão da estação é usado como restaurante, e o piso superior é usado tanto pela Parede da Fama dos Desportos da Nova Zelândia (New Zealand Sports Hall of Fame) como pela Sociedade de Arte de Otago (Otago Art Society). Todos os anos em Março é o palco do maior espectáculo de moda da Ilha Sul da Nova Zelândia, sendo a plataforma principal transformada na maior passerele do mundo.
Nos anos 90 teve lugar uma restauração do aspecto exterior da estação, acompanhada por uma remodelação paisagística dos jardins fora da estação, na Praça Anzac.
Em Outubro de 2006 o centenário da estação foi comemorado através de uma série de eventos rodoviários, incluindo a operação de oito locomotivas a vapor vindas de toda a Nova Zelândia. Em 2006 a estação foi reconhecida pela Eyewitness Travel como um dos "200 lugares obrigatório visitar no Mundo".
Em 12 de Fevereiro de 2008 um estranho acidente ocorreu quando um vagão bateu e parcialmente destruiu uma ponte para pedrestes histórica, na parte sul da estação. Quatro pedestres passavam pela ponte quando ocorreu um acidente e um deles sofreu ferimentos menores quando caiu 4.5 metros. Presentemente ainda não se determinou se o que resta da ponte é suficiente para a reconstruir.

## Galeria

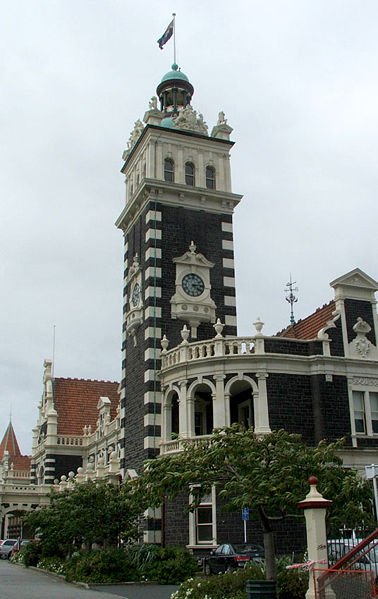
A torre do relógio da estação.
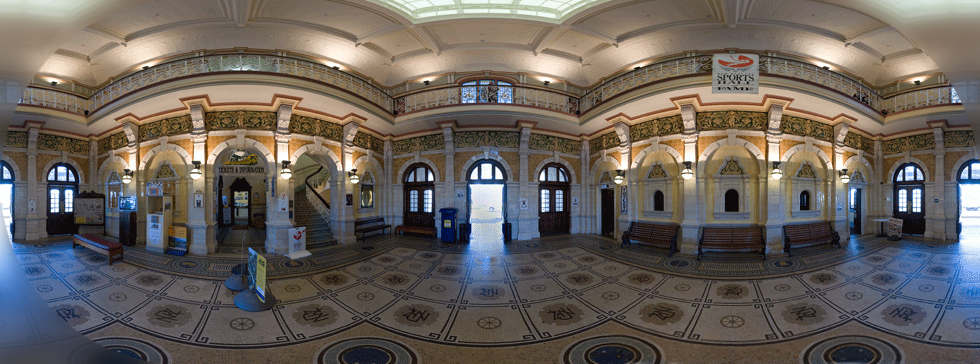
Panorama do interior da estação.